# بدرية البشر
بدرية البشر (1965)، كاتبة وروائية وإعلامية سعودية، وزوجة الفنان السعودي ناصر القصبي. صدرت لها العديد من الأعمال الأدبية من أبرزها: رواية «هند والعسكر»، ورواية «غراميات شارع الأعشى». وهي حاصلة على جائزة الإعلام العربي لأفضل عمود صحفي عام 2012.

## عن حياتها
- ولدت في الرياض عام 1965،[5] وبدأت بالكتابة في سن العاشرة،[2]
- حصلت على البكالوريوس من جامعة الملك سعود عام 1989، وكانت أثناء ذلك محررة في صحيفة الرياض.
- حصلت على الماجستير من نفس الجامعة عام 1994 في الدراسات الاجتماعية.
- عملت محاضرة في جامعة الملك سعود لمدة 4 سنوات من عام 1996، قبل أن تذهب للدراسة في الجامعة اللبنانية وتحصل على الدكتوراة عام 2005.
- متزوجة ولها 3 أبناء،[2] هم هالة ومهند وراكان.[6]

## المؤهل العلمي
- درجة الدكتوراة في فلسفة الآداب، علم اجتماع، الجامعة اللبنانية، عنوان الدراسة «العولمة في مجتمعات الخليج العربي دراسة مقارنة بين دبي الرياض» 2005.
- محاضرة جامعية، جامعة الملك سعود ، 1997 - 2000.
- درجة الماجستير في فلسفة الآداب، جامعة الملك سعود الرياض، «تاريخ نجد من خلال حكايتها الشعبية» 1997.
- بكالوريوس دراسات اجتماعية، جامعة الملك سعود، الرياض 1989.

## مشاركاتها الثقافية
- كتابة زاوية أسبوعية بمجلة اليمامة السعودية، 1997 - 1999.
- لها عدد من الندوات والدراسات والأمسيات القصصية، وسبق أن قدمت مسرحية شعرية في مهرجان الجنادرية لعام 2000.
- كتابة زاوية شبة يومية، جريدة الرياض ، السعودية، 1999 حتى عام 2004.
- كتابة زاوية يومية، جريدة الشرق الأوسط العربية، 2004 - 2005.
- كتابة عامود شبه يومي بعنوان ربما في جريدة الحياة السعودية 2008 - وحتى توقف الجريدة.
- كتبت لعدد من الصحف منها صحيفة الرياض، اليوم، الشرق الأوسط، الحياة، ومجلة اليمامة،[5]
- اختيرت عضواً في لجنة «جائزة القلم الذهبي للأدب الأكثر تأثيراً» التي نظمتها الهيئة العامة للترفيه في السعودية عام 2024م.[7]

## البرامج
قدمت ابتداءً من 29 مايو 2014م برنامج «بدرية»، وهو برنامج حواري اجتماعي يعنى بقضايا المجتمع السعودي على قناة إم بي سي 1.

## مشاركاتها العربية والدولية
في عام 2005 شاركت الكاتبة في برنامج الزائر الدولي - الإعلام في الولايات المتحدة- الولايات المتحدة الأمريكية.
في عام 2008 فشاركت في جائزة الشيخ زايد في ندوة قيمة الكتابة في أبو ظبي، وفي نفس العام شاركت بندوة الكتابة الانثوية والسعوديات الكاتبات في معرض أبو ظبي للكتاب.
وفي عام 2012 شاركت الكاتبة بندوة الرواية والتغيير بمشاركة الكاتب الصحفي والروائي الأستاذ يوسف المحيميد والروائي د. محمد القاضي، وأدارتها د. فاطمة إلياس.
شاركت في عدد من الأمسيات القصصية منها:
1- نادي الفتيات في دولة الإمارات العربية المتحدة بالشارقة عام 1997 م.
2- شاركت في النادي الأدبي بالرياض عام 1988 م.
3- شاركت في جامعة الملك سعود بالرياض عام 1999م.
4- شاركت بأمسية قصصية في النادي الأدبي بالمدينة المنورة في السعودية عام 2006.
5- شاركت في في أيام ثقافية بالنادي الأدبي في مسقط عاصمة عمان في شهر ديسمبر.
اختيرت ضمن الهيئة العلمية للدورة الـ17 من جائزة الشيخ زايد للكتاب (2022- 2023).

## الجوائز
نالت الكاتبة بدرية البشر جائزة أفضل عمود صحفي ضمن حفل جوائز الصحافة العربية لعام 2011 م. وكرمت من نائب رئيس دولة الإمارات العربية المتحدة الشيخ محمد بن راشد آل مكتوم، وهي أول امرأة سعودية وعربية تنال على جائزة أفضل عمود صحفي في حفل جوائز الصحافة العربية.

## مؤلفاتها
- تزوج سعودية
- قصص قصيرة 1993م
- حبة الهال بيروت 1999م
- نهاية اللعبة – الرياض1992م
- مساء الأربعاء – بيروت 1994م، ترجمت للفرنسية عام 2002 م عن دارهرماتان الفرنسية.
- نجد قبل النفط: دراسة سسيولوجية تحليلية للحكايات الشعبية.2013[11]
- هند والعسكر - بيروت، 2006.
- معارك طاش ما طاش: قراءة في ذهنية التحريم في المجتمع السعودي.
- الأرجوحة (رواية)، دار الساقي، 2010.
- غراميات شارع الأعشى (رواية)، دار الساقي، 2013.
- زائرات الخميس (رواية)، مجموعة كلمات، 2017.
- الأعمال القصصة الكاملة. 2017.[12]
- سر الزعفرانة (رواية). 2023.[13]

## وصلات خارجية
- بدرية البشر على موقع أرشيف الشارخ.
- صفحة بدرية في تويتر
- صفحة بدرية في الفيس بوك
- بدرية البشر: الوعي في مواجهة بقعة الزيت - صحيفة عكاظ - كامل فرحان صالح